# هیروشی کی‌یوتاک
هیروشی کی‌یوتاک (به انگلیسی: Hiroshi Kiyotake) بازیکن فوتبال اهل ژاپن و عضو تیم ملی فوتبال ژاپن است که در تاریخ ۱۰ اوت ۲۰۱۱ میلادی اولین بازی ملی‌اش را انجام داد. او در ۱۲ بازی ملی حضور داشت و آخرین بازی ملی خود را در تاریخ ۱۴ نوامبر ۲۰۱۲ میلادی انجام داد. هیروشی کی‌یوتاک در بازی‌های ملی‌اش
۱ گل به ثمر رساند.